# Richard Riehle
Richard Riehle (n. 12 mai 1948, Menomonee Falls⁠(d), Comitatul Waukesha, Wisconsin, SUA) este un actor de personaj american. Acesta este cunoscut pentru rolurile lui Walt Finnerty în Consemnați pe viață⁠(d) (2001–2005) și paznicului McQueen în Tânăr și neliniștit (2007). De asemenea, a apărut în peste 200 de filme, printre care Glorie (1989), Evadatul (1993), Casino (1995), Armă mortală 4 (1998) și Rutina, bat-o vina!⁠(d) (1999).

## Biografie
Riehle s-a născut pe 12 mai 1948 în Menomonee Falls, Wisconsin⁠(d), fiul lui Mary Margaret (născută Walsh), o asistentă medicală, și al lui Herbert John Riehle (1921–1961), adjunctul directorului poștal. A urmat cursurile Universității Notre Dame și a absolvit un masterat la Universitatea din Minnesota. A început să joace la Teatrul Meadow Brook din Rochester și a apărut în piese de teatru din regiunea Pacific Northwest⁠(d); a obținut primul său rol în filmul Rooster Cogburn⁠(d), cu John Wayne în rol principal.
Rolurile sale de televiziune includ Capcana timpului, Roseanne, Verdict crimă, L.A. Law⁠(d), Ally McBeal, Buffy, spaima vampirilor, Chicago Hope⁠(d), Diagnostic: Crimă!⁠(d), Sabrina, vrăjitoarea adolescentă, Viața la Casa Albă, Spitalul de urgență, Inapoi in Kansas⁠(d), Tremors - creaturi ucigașe⁠(d), Boston Legal, Consemnați pe viață (45 de episoade) și Tânăr și neliniștit. Riehle a apărut în trei dintre cele șase seriale de televiziune Star Trek.

## Filmografie

### Filme
| An   | Titlu                                            | Rol                                 | Note                     |
| ---- | ------------------------------------------------ | ----------------------------------- | ------------------------ |
| 1977 | Joyride                                          | The Bartender                       |                          |
| 1987 | Rachel River                                     | Merv                                |                          |
| 1989 | Black Rain                                       | IA Detective Crown                  |                          |
| 1989 | Glory                                            | Kendric, The Quartermaster          |                          |
| 1991 | Shadows and Fog                                  | Roustabout                          |                          |
| 1991 | Fried Green Tomatoes                             | Reverend Scroggins                  |                          |
| 1992 | Prelude to a Kiss                                | Jerry Blier                         |                          |
| 1992 | The Public Eye                                   | Officer O'Brien                     |                          |
| 1992 | Of Mice and Men                                  | Carlson                             |                          |
| 1992 | Hero                                             | Robinson                            |                          |
| 1993 | Body of Evidence                                 | Detective Griffin                   |                          |
| 1993 | Free Willy                                       | Wade                                |                          |
| 1993 | The Fugitive                                     | Old Guard                           |                          |
| 1993 | A Dangerous Woman                                | John, Drycleaner Owner              |                          |
| 1994 | Iron Will                                        | Burton                              |                          |
| 1994 | Lightning Jack                                   | Marcus                              |                          |
| 1994 | Holy Matrimony                                   | Greeson                             |                          |
| 1995 | Casino                                           | Charlie Clark                       |                          |
| 1995 | Stuart Saves His Family                          | Judge                               |                          |
| 1995 | Jury Duty                                        | Principal Beasley                   |                          |
| 1995 | Dominion                                         | Larry                               |                          |
| 1995 | Killer: A Journal of Murder                      | Warden Quince                       |                          |
| 1995 | Lone Justice 2                                   | Mayor                               |                          |
| 1996 | Executive Decision                               | Air Marshal George Edwards          |                          |
| 1996 | Too Fast Too Young                               | Sergeant                            |                          |
| 1996 | The Fan                                          | Shopkeeper                          |                          |
| 1996 | Driven                                           | Leo                                 |                          |
| 1996 | Last Resort                                      | Phil Billingsley                    |                          |
| 1996 | Ghosts of Mississippi                            | Tommy Mayfield                      |                          |
| 1997 | Trading Favors                                   | Highway Patrolman                   |                          |
| 1997 | One Eight Seven                                  | Walter                              |                          |
| 1997 | Cold Night Into Dawn                             | Gerald                              |                          |
| 1997 | One of Our Own                                   | Burt Herchak                        |                          |
| 1997 | A River Made to Drown In                         | Heavyset Man                        |                          |
| 1997 | Dilemma                                          | Captain Ross                        |                          |
| 1998 | Desperate Measures                               | Warden Ed Fayne                     |                          |
| 1998 | Mercury Rising                                   | Edgar Halstrom                      |                          |
| 1998 | The Odd Couple II                                | Șeriful                             |                          |
| 1998 | Fear and Loathing in Las Vegas                   | Dune Buggy Driver                   | Rol cameo                |
| 1998 | Lethal Weapon 4                                  | Coast Guard Officer                 |                          |
| 1998 | The Lesser Evil                                  | Detective Smitts                    |                          |
| 1998 | Judas Kiss                                       | Security Guard                      |                          |
| 1998 | Richie Rich's Christmas Wish                     | Sergeant Mooney                     |                          |
| 1998 | Mighty Joe Young                                 | Commander Gorman                    |                          |
| 1999 | The Arrangement                                  | Detective Bert Hershak              |                          |
| 1999 | Kill the Man                                     | Mr. Ellias                          |                          |
| 1999 | Office Space                                     | Tom Smykowski                       |                          |
| 1999 | Blink of an Eye                                  | Main Prison Guard                   |                          |
| 1999 | Deuce Bigalow: Male Gigolo                       | Bob Bigalow                         |                          |
| 2001 | The Fluffer                                      | Sam Martins                         |                          |
| 2001 | Say It Isn't So                                  | Sheriff Merle Hobbs                 |                          |
| 2001 | fr                                               | Alan Douglas                        |                          |
| 2001 | Joe Dirt                                         | Car Dealer                          |                          |
| 2001 | Bandits                                          | Lawrence Fife                       |                          |
| 2001 | The Socratic Method                              | Professor Myers                     |                          |
| 2001 | The Gristle                                      | Starnes                             |                          |
| 2002 | Ken Park                                         | 'Murph'                             |                          |
| 2002 | Time Changer                                     | Dr. Wiseman                         |                          |
| 2003 | The Hebrew Hammer                                | Santa Claus                         |                          |
| 2003 | Beethoven's 5th                                  | Vaughn Carter                       |                          |
| 2004 | Death and Texas                                  | Prison Warden                       |                          |
| 2004 | Home on the Range                                | Sheriff Sam Brown (voice)           |                          |
| 2004 | Palindromes                                      | Dr. Dan                             |                          |
| 2004 | Mysterious Skin                                  | Charlie                             |                          |
| 2005 | Neo Ned                                          | Officer Pendleton                   |                          |
| 2005 | The Mostly Unfabulous Social Life of Ethan Green | Hat Sister                          |                          |
| 2005 | Wedding Crashers                                 | Funeral Guest                       | Necreditat               |
| 2005 | The 12 Dogs of Christmas                         | Mayor Nobel Doyle                   |                          |
| 2006 | The Lost                                         | Bill Richmond                       |                          |
| 2006 | Intellectual Property                            | Detective Rees                      |                          |
| 2006 | Hot Tamale                                       | Sheriff Pinkham                     |                          |
| 2006 | Hatchet                                          | Jim Permatteo                       |                          |
| 2006 | The Beach Party at the Threshold of Hell         | The Narrator / Paranormal Historian |                          |
| 2006 | Down the P.C.H.                                  | Ricky                               |                          |
| 2006 | National Lampoon's Dorm Daze 2                   | Captain Bunkley                     |                          |
| 2006 | Little Big Top                                   | Bob                                 |                          |
| 2006 | The Darkroom                                     | Emilio                              |                          |
| 2006 | Price to Pay                                     | Hooper                              |                          |
| 2006 | Midnight Clear                                   | Tommy                               |                          |
| 2006 | Fierce Friend                                    | Phone Tech                          |                          |
| 2006 | Domestic Import                                  | Sam, The Mailman                    |                          |
| 2007 | Smiley Face                                      | Mr. Spencer                         |                          |
| 2007 | The Memory Thief                                 | Judaica Store Clerk                 |                          |
| 2007 | Choose Connor                                    | Grant Miller                        |                          |
| 2007 | The Man from Earth                               | Dr. Will Gruber                     |                          |
| 2007 | Spinning into Butter                             | Paul Meyers                         |                          |
| 2007 | My Father                                        | John Parker                         |                          |
| 2007 | A Plumm Summer                                   | Art Bublin                          |                          |
| 2007 | Wasting Away                                     | Colonel South                       |                          |
| 2007 | Resurrection Mary                                | Detective Mahoney                   |                          |
| 2007 | Big Stan                                         | Judge                               |                          |
| 2007 | Desperate Escape                                 | Croaker Norge                       |                          |
| 2008 | The Last Word                                    | Man At Gorge                        |                          |
| 2008 | Red                                              | Sam Berry                           |                          |
| 2008 | Hindsight                                        | Peter                               |                          |
| 2008 | The Temerity of Zim                              | Mr. Brown                           | Scurtmetraj              |
| 2008 | Green Flash                                      | Herb                                |                          |
| 2008 | Your Name Here                                   | Literary Agent Lipschitz            |                          |
| 2008 | Audie & the Wolf                                 | Michael Ludlow                      |                          |
| 2008 | Bait Shop                                        | Gus                                 |                          |
| 2008 | Necessary Evil                                   | Captain Parsons                     |                          |
| 2009 | Stellina Blue                                    | Dr. Helfenstein                     |                          |
| 2009 | Nowhere to Hide                                  | Toley                               |                          |
| 2009 | Messengers 2: The Scarecrow                      | Jude Weatherby                      |                          |
| 2009 | Project Solitude                                 | Frederick Sterling                  |                          |
| 2009 | Halloween II                                     | Buddy, The Night Watchman           |                          |
| 2009 | Play Dead                                        | Truck Driver                        |                          |
| 2009 | The Last Lovecraft: Relic of Cthulhu             | Mr. Snodgrass                       |                          |
| 2010 | Growth                                           | Larkin Holberman                    |                          |
| 2010 | 5 Star Day                                       | Jim, The Plumber                    |                          |
| 2010 | Spork                                            | Clyde                               |                          |
| 2010 | BoyBand                                          | Principal Collins                   |                          |
| 2010 | Miss Nobody                                      | Leonard Ormsby                      |                          |
| 2010 | Screwball: The Ted Whitfield Story               | Joe Francia, The Umpire             |                          |
| 2010 | 1,001 Ways to Enjoy the Missionary Position      | Charlie                             |                          |
| 2010 | The Search for Santa Paws                        | Santa Claus                         |                          |
| 2010 | Lights Out                                       | Harold                              |                          |
| 2010 | Killer by Nature                                 | Warden Upton                        |                          |
| 2010 | Darnell Dawkins: Mouth Guitar Legend             | Hal 'Howlin' Hal' Halsby            |                          |
| 2011 | The Back-up Bride                                | Sonny Spur                          |                          |
| 2011 | Bridesmaids                                      | Bill Cozbi                          |                          |
| 2011 | Judy Moody and the Not Bummer Summer             | The Ringmaster                      |                          |
| 2011 | Chillerama                                       | Cecil Kaufman                       | Segmentul: "Zom-B-Movie" |
| 2011 | A Very Harold & Kumar 3D Christmas               | Santa Claus                         |                          |
| 2011 | Black Velvet                                     | Șeriful                             |                          |
| 2011 | Finding Hope                                     | Sheriff Avery                       | Scurtmetraj              |
| 2012 | Treasure Buddies                                 | Thomas Howard                       |                          |
| 2012 | Extracted                                        | Father Riley                        |                          |
| 2012 | Waterwalk                                        | Jim T.                              |                          |
| 2012 | FDR: American Badass!                            | Senator Bronson                     |                          |
| 2012 | Last Call                                        | Harold                              |                          |
| 2012 | Bad Ass                                          | Father Miller                       |                          |
| 2012 | The Watermen                                     | Belvin Lee Smith                    |                          |
| 2012 | 3 Days of Normal                                 | Chief Dale Nickens                  |                          |
| 2012 | Stitch in Time                                   | Norman Stitch                       |                          |
| 2012 | Dead Man's Burden                                | Hank 'Three Penny Hank'             |                          |
| 2012 | BearCity 2: The Proposal                         | Gabe                                |                          |
| 2012 | Breathless                                       | Deputy Cole                         |                          |
| 2013 | Texas Chainsaw 3D                                | Farnsworth                          |                          |
| 2013 | Blue Dream                                       | Ted Sellers                         |                          |
| 2013 | Lonely Boy                                       | Mr. Fitz                            |                          |
| 2013 | Girl Meets Boy                                   | Raymond                             |                          |
| 2013 | Lionhead                                         | Bronowitz, The Lawyer               |                          |
| 2013 | The Secret Village                               | Paul                                |                          |
| 2013 | Coffee, Kill Boss                                | Vincent Brutsi                      |                          |
| 2013 | Mischief Night                                   | The Trucker                         |                          |
| 2013 | Friend Request                                   | Frank                               |                          |
| 2013 | Munchausen                                       | The Doctor                          | Scurtmetraj              |
| 2014 | The Scribbler                                    | Officer O'Reilly                    |                          |
| 2014 | There's Always Woodstock                         | Mr. Harmon                          |                          |
| 2014 | Gone Doggy Gone                                  | Stan Janson                         |                          |
| 2014 | In Your Eyes                                     | Mr. Padgham                         |                          |
| 2014 | Lovesick                                         | The Father                          |                          |
| 2014 | Friended to Death                                | Dan                                 |                          |
| 2014 | The Cabining                                     | Sarge                               |                          |
| 2014 | Transformers: Age of Extinction                  | The Landlord                        |                          |
| 2014 | One Week Vacation                                | Kevin Winters                       | Scurtmetraj              |
| 2014 | The Turtle's Head                                | Detective Bing Shooster             | Scurtmetraj              |
| 2014 | The Three Dogateers                              | Santa                               |                          |
| 2014 | Pilot Error                                      | Roy Grimm                           |                          |
| 2015 | Amnesiac                                         | The Postman                         |                          |
| 2015 | Primrose Lane                                    | Officer Braggs                      |                          |
| 2015 | Roommate Wanted                                  | Dr. Hoffman                         |                          |
| 2015 | Larry Gaye: Renegade Male Flight Attendant       | The Bartender                       |                          |
| 2015 | Contracted: Phase II                             | Deuce Gelman                        |                          |
| 2015 | Daddy                                            | Al Rubin                            |                          |
| 2015 | Sex, Death and Bowling                           | Father Joe                          |                          |
| 2015 | Helen Keller vs. Nightwolves                     | Sheriff Ryan                        |                          |
| 2015 | Dementia                                         | Sam                                 |                          |
| 2015 | Jimmy's Jungle                                   | Grandpa Bell                        |                          |
| 2016 | Pee-wee's Big Holiday                            | Dan                                 |                          |
| 2016 | Fear, Inc.                                       | Bill                                |                          |
| 2016 | Medal of Victory                                 | Ted Crump                           |                          |
| 2016 | Citrus Springs                                   | George                              |                          |
| 2016 | Last Man Club                                    | Grady                               |                          |
| 2016 | Heels                                            | Calvin Lackey                       |                          |
| 2016 | Schlep                                           | Uncle Bill                          |                          |
| 2017 | Miyubi                                           | Grandfather                         | Scurtmetraj              |
| 2017 | Swing State                                      | Tom Fleischman                      |                          |
| 2017 | Breaking Legs                                    | Principal Bater                     |                          |
| 2017 | Nowhere, Michigan                                | Martin                              |                          |
| 2017 | Pitching Tents                                   | Grandpa                             |                          |
| 2017 | 20 Weeks                                         | Keenan                              |                          |
| 2017 | You Have a Nice Flight                           | Bob                                 |                          |
| 2017 | The Meanest Man in Texas                         | Mr. Kilpatrick                      |                          |
| 2017 | Aquarians                                        | Father Rob                          |                          |
| 2017 | Golden Vanity                                    | The Radio Announcer                 |                          |
| 2017 | Delight in the Mountain                          | Judge George Hinton                 |                          |
| 2018 | Bad Apples                                       | Principal Dale                      |                          |
| 2018 | For the Hits                                     | Grandpa George                      |                          |
| 2018 | Bullitt County                                   | The Mister                          |                          |
| 2018 | Hyde Park                                        | Clarence Potts                      |                          |
| 2018 | Fishbowl California                              | Glen                                |                          |
| 2018 | PawParazzi                                       | Bobby                               |                          |
| 2018 | West of Hell                                     | Mr. Braxton                         |                          |
| 2018 | Living Room Coffin                               | Nate                                |                          |
| 2018 | The Invisible Mother                             | Archie                              |                          |
| 2018 | Randy's Canvas                                   | Profesor Hausdorff                  |                          |
| 2018 | The Acorn                                        | Mr. Ives                            | Scurtmetraj              |
| 2018 | Puppy Star Christmas                             | Santa Claus                         |                          |
| 2019 | Limbo                                            | Phil                                |                          |
| 2019 | Chase                                            | Turley                              |                          |
| 2019 | 15 Minutes at 400 Degrees                        | John                                | Scurtmetraj              |
| 2019 | 3 from Hell                                      | Șerif Wolfe                         |                          |
| 2019 | The Incredible Enzo                              | The Magician                        | Scurtmetraj              |
| 2019 | What's Buried in the Backyard                    | Allen Palms                         | Post-producție           |
| 2019 | Made Vicious                                     | Lawyer Justice                      | Post-producție           |
| 2021 | Destination Marfa                                | Skeeter                             | DVD, Amazon și VUDU      |

### Televiziune
| An         | Titlu                                    | Rol                                                                     | Note                                                                |
| ---------- | ---------------------------------------- | ----------------------------------------------------------------------- | ------------------------------------------------------------------- |
| 1978       | The Other Side of Hell                   | Tattooed Man                                                            | Film de televiziune                                                 |
| 1989       | My Two Dads                              | Ed Steinbauer Jr.                                                       | Episodul: "Say Goodnight, Gracie"                                   |
| 1989       | Dragnet                                  | Oliver Brady                                                            | Episodul: "Nouveau Gypsies"                                         |
| 1989       | Falcon Crest                             | George Beeker                                                           | Episodul: "Payback"                                                 |
| 1989       | Cross of Fire                            | Duvall                                                                  | Film de televiziune                                                 |
| 1989       | Cast the First Stone                     | Dickson                                                                 | Film de televiziune                                                 |
| 1989, 1990 | Quantum Leap                             | Clifford Vargas / Lt. Lannon                                            | 2 episoade                                                          |
| 1989, 1992 | Murder, She Wrote                        | Sergeant Devon O'Malley / Aaron                                         | 2 episoade                                                          |
| 1989–1993  | L.A. Law                                 | Roger Beekman / Edmund Clancy                                           | 3 episoade                                                          |
| 1990       | Nasty Boys                               | Gardner                                                                 | Episodul: "The Good, the Bad, and the Nasty"                        |
| 1990       | His & Hers                               | Mr. Mueller                                                             | Episodul: "Dueling Therapists"                                      |
| 1990       | People Like Us                           | Anthony Feliciano                                                       | Film de televiziune                                                 |
| 1990       | Broken Badges                            | Personaj necunoscut                                                     | Episodul: "Pilot"                                                   |
| 1990–1991  | Ferris Bueller                           | Principal Ed Rooney                                                     | 13 episoade                                                         |
| 1991       | Father Dowling Mysteries                 | L.A. Detective Miller                                                   | Episodul: "The Malibu Mystery"                                      |
| 1991       | The Golden Girls                         | Detectiv Parres                                                         | Episodul: "Never Yell Fire in a Crowded Retirement Home: Part 1"    |
| 1991       | Keeper of the City                       | Captain Walder                                                          | Film de televiziune                                                 |
| 1992       | Civil Wars                               | Richard Sturdevant                                                      | Episodul: "Whippet 'Til It Breaks"                                  |
| 1992       | Roseanne                                 | Mr. Evans                                                               | Episodul: "Lies"                                                    |
| 1992       | Star Trek: The Next Generation           | Batai                                                                   | Episodul: "The Inner Light"                                         |
| 1992       | On the Air                               | Dr. Winky                                                               | 2 episoade                                                          |
| 1993       | For Their Own Good                       | Dave Butler                                                             | Film de televiziune                                                 |
| 1993       | Shaky Ground                             | Henry McCallister                                                       | Episodul: "Love Thy Neighbor]"                                      |
| 1993       | Sirens                                   | Irving Chattle                                                          | Episodul: "Keeping the Peace"                                       |
| 1993       | Ned Blessing: The True Story of My Life  | Judge Longley                                                           | 4 episoade                                                          |
| 1993       | Perry Mason: The Case of the Killer Kiss | Mort Aberdine                                                           | Film de televiziune                                                 |
| 1994       | Shadow of Obsession                      | Applegate                                                               | Film de televiziune                                                 |
| 1994       | Gambler V: Playing for Keeps             | Frank Dimaio                                                            | Film de televiziune                                                 |
| 1995       | Get Smart                                | Mr. Winters                                                             | Episodul: "Pilot"                                                   |
| 1995       | Trial by Fire                            | Fred Cobb                                                               | Film de televiziune                                                 |
| 1995       | Too Something                            | Personaj necunoscut                                                     | Episodul: "The Candidate"                                           |
| 1996       | The Client                               | Sergeant Phil Rucker                                                    | Episodul: "Motherless Child"                                        |
| 1996       | Terminal                                 | Security Chief                                                          | Film de televiziune                                                 |
| 1996       | Murder One                               | Pat Ferguson                                                            | Episodul: "Chapter Twenty-Three"                                    |
| 1996       | Kirk                                     | Dr. Arthur Bacanovic                                                    | 2 episoade                                                          |
| 1996       | The Single Guy                           | Mr. Van Wagner                                                          | Episodul: "Best Man"                                                |
| 1996, 1999 | Diagnosis: Murder                        | Deputy Sheriff Harmon Tolliver / Dustin Woods                           | 2 episoade                                                          |
| 1997       | Men Behaving Badly                       | Stranger                                                                | Episodul: "The Odds Couple"                                         |
| 1997       | High Incident                            | Roy                                                                     | Episodul: "Knock, Knock"                                            |
| 1997       | Perversions of Science                   | Gorn                                                                    | Episodul: "People's Choice"                                         |
| 1997       | Ally McBeal                              | Jack Billings                                                           | 2 episoade                                                          |
| 1997       | The Visitor                              | Principal Shinagel                                                      | Episodul: "Fear of Flying"                                          |
| 1997       | The Practice                             | Mr. Holt                                                                | Episodul: "Sex, Lies, and Monkeys"                                  |
| 1997       | Murder, She Wrote: South by Southwest    | Jack Ogden                                                              | Film de televiziune                                                 |
| 1998       | Brooklyn South                           | Donald Jarman                                                           | Episodul: "Tears on My Willow"                                      |
| 1998       | The Pretender                            | Graham Hawkes                                                           | Episodul: "Indy Show"                                               |
| 1998       | The Pentagon Wars                        | General Vice                                                            | Film de televiziune                                                 |
| 1998       | Buffy the Vampire Slayer                 | Merrick                                                                 | Episodul: "Becoming: Part 1"                                        |
| 1998       | When the Bough Breaks II: Perfect Prey   | Detectiv Bevlan                                                         | Film de televiziune                                                 |
| 1998       | The Ransom of Red Chief                  | Narator / Sheriff 'T-Bone' Yankum                                       | Film de televiziune                                                 |
| 1998       | Mr. Murder                               | John Wexel                                                              | Film de televiziune                                                 |
| 1998       | Chicago Hope                             | Milo Schwarz                                                            | Episodul: "Sarindipity"                                             |
| 1998       | Maggie                                   | The Frog (voce)                                                         | Episodul: "The Greatest Story Ever Toad"                            |
| 1998       | Home Improvement                         | Detective Roberts                                                       | Episodul: "Bewitched"                                               |
| 1998       | Route 9                                  | Agent Wallace                                                           | Film de televiziune                                                 |
| 1998       | Columbo                                  | Sergeant Degarmo                                                        | 2 episoade                                                          |
| 1999       | Hard Time: The Premonition               | Capt. Waters                                                            | Film de televiziune                                                 |
| 1999       | Au Pair                                  | Sam Morgan                                                              | Film de televiziune                                                 |
| 1999       | Hard Time: Hostage Hotel                 | Capt. Waters                                                            | Film de televiziune                                                 |
| 2000       | Star Trek: Voyager                       | Seamus Driscol                                                          | 2 episoade                                                          |
| 2000       | City of Angels                           | Dr. Whitney                                                             | Episodul: "Ax and You Shall Receive"                                |
| 2000       | Providence                               | Simon, Inspector                                                        | Episodul: "The Storm"                                               |
| 2000       | Sabrina, the Teenage Witch               | Jedediah                                                                | Episodul: "The Wild, Wild Witch"                                    |
| 2000       | Any Day Now                              | Personaj necunoscut                                                     | Episodul: "Nothing Personal"                                        |
| 2001       | The West Wing                            | Off. Jack Sloan                                                         | 2 episoade                                                          |
| 2001–2005  | Grounded for Life                        | Walt Finnerty                                                           | 45 de episoade                                                      |
| 2002       | The Laramie Project                      | Henderson Trial Judge                                                   | Film de televiziune                                                 |
| 2002       | ER                                       | Mandrake Patient                                                        | Episodul: "A Hopeless Wound"                                        |
| 2002       | Another Pretty Face                      | Hilton March                                                            | Film de televiziune                                                 |
| 2003       | Fillmore!                                | Leo Grant (voce)                                                        | Episodul: "Masterstroke of Malevolence"                             |
| 2003       | Tremors                                  | Helmut Krause                                                           | Episodul: "The Key"                                                 |
| 2003       | Monster Makers                           | Det. Brennan                                                            | Film de televiziune                                                 |
| 2003–2004  | Married to the Kellys                    | Uncle Dave                                                              | 10 episoade                                                         |
| 2004       | MNTSB: The Crash of Flight 323           | Ernie Wilson                                                            | Film de televiziune                                                 |
| 2004       | Star Trek: Enterprise                    | Dr. Jeremy Lucas                                                        | 2 episoade                                                          |
| 2005       | Detective                                | Father Uxbridge                                                         | Film de televiziune                                                 |
| 2005       | Boston Legal                             | Dr. Barry Glouberman                                                    | Episodul: "The Ass Fat Jungle"                                      |
| 2006       | George Lopez                             | Eddie Carter                                                            | Episodul: "It's a Cliffhanger, by George"                           |
| 2006       | All of Us                                | Sergeant Nelson                                                         | Episodul: "Police... Open Up"                                       |
| 2007       | 7th Heaven                               | Crossroads Mayor                                                        | Episodul: "Inked"                                                   |
| 2007       | American Body Shop                       | Bishop Thomas K. O'Banyon                                               | Episodul: "The Bishop and the Pawn"                                 |
| 2007       | The Young and the Restless               | Warden McQueen                                                          | 10 episoade                                                         |
| 2008       | Our First Christmas                      | Santa                                                                   | Film de televiziune                                                 |
| 2008–2011  | Poor Paul                                | Grandpa Paul / Big Chief Malcolm Roaring Boar                           | 10 episoade                                                         |
| 2009       | Psych                                    | Army Johnson                                                            | Episodul: "Earth, Wind and... Wait for It"                          |
| 2009       | Better Off Ted                           | Bob                                                                     | Episodul: "Get Happy"                                               |
| 2010       | Funny or Die Presents                    | Jerry / Mayor                                                           | Episodul: "Episode Five"                                            |
| 2010, 2011 | Nick Swardson's Pretend Time             | Ellen's Grandfather / Mayor                                             | 2 episoade                                                          |
| 2011       | Kickin' It                               | Mr. Coburn                                                              | Episodul: "The Great Escape"                                        |
| 2012       | Lake Effects                             | Chairman McCarren                                                       | Film de televiziune                                                 |
| 2012       | The Client List                          | Jim Richardson                                                          | Episodul: "Games People Play"                                       |
| 2012       | Men at Work                              | Gus                                                                     | Episodul: "Wake and Bake"                                           |
| 2012       | The League                               | Santa Claus                                                             | Episodul: "A Krampus Carol"                                         |
| 2013       | The Mindy Project                        | George Menken                                                           | Episodul: "Mindy's Brother"                                         |
| 2013       | Modern Family                            | Norman                                                                  | Episodul: "The Future Dunphys"                                      |
| 2013, 2018 | Drunk History                            | James Roche / Ralph Himmelsbach                                         | 2 episoade                                                          |
| 2013       | Mob City                                 | Sergeant Kuzyk                                                          | Episodul: "Red Light"                                               |
| 2013–2014  | The Legend of Korra                      | Bumi / Personaje adiționale (voce)                                      | 17 episoade                                                         |
| 2014       | Maron                                    | David Anthony, Sr.                                                      | Episodul: "The Mom Situation"                                       |
| 2014       | Comedy Bang! Bang!                       | Umpire Bill Kessel                                                      | Episodul: "Nick Offerman Wears a Green Flannel Shirt & Brown Boots" |
| 2014       | Mystery Girls                            | Walt                                                                    | Episodul: "Haunted House Party"                                     |
| 2014       | Mom                                      | John                                                                    | Episodul: "Chicken Nuggets and a Triple Homicide"                   |
| 2014       | Two and a Half Men                       | Santa                                                                   | Episodul: "Family, Bublé, Deep-Fried Turkey"                        |
| 2015       | Black-ish                                | Solomon                                                                 | Episodul: "Big Night, Big Fight"                                    |
| 2015       | The Soul Man                             | Larry                                                                   | Episodul: "Tell It Like It Isn't"                                   |
| 2015       | Axe Cop                                  | Science Corp Scientist / Secret President Larry / Tutukaka Male (voice) | 2 episoade                                                          |
| 2015–2017  | NCIS                                     | Walt Osorio                                                             | 2 episoade                                                          |
| 2016       | Major Crimes                             | Mr. Lutz                                                                | Episodul: "Skin Deep"                                               |
| 2016       | The Real O'Neals                         | Father Bernard                                                          | Episodul: "The Real Move"                                           |
| 2016–2018  | The Middle                               | Sheriff Dugan                                                           | Episodul: "Roadkill"                                                |
| 2017       | Love at First Glance                     | Wally Moore                                                             | Film de televiziune                                                 |
| 2017       | Real Rob                                 | Kyle                                                                    | Episodul: "Priorities"                                              |
| 2017       | Superior Donuts                          | Murray                                                                  | Episodul: "Flour Power"                                             |
| 2017       | Mr. Student Body President               | Principal                                                               | Episodul: "Last Year"                                               |
| 2017       | In the Rough                             | Duke 'Chopper' McNeil                                                   | 7 episoade                                                          |
| 2018       | Another Period                           | Congressman                                                             | Episodul: "Congress"                                                |
| 2018       | Corporate                                | Hubert                                                                  | Episodul: "Society Tomorrow"                                        |
| 2018       | A Very Nutty Christmas                   | Dosselmeyer                                                             | Film de televiziune                                                 |
| 2019       | Now Apocalypse                           | Neil                                                                    | Episodul: "The Downward Spiral"                                     |
| 2019       | American Housewife                       | Gerald                                                                  | Episodul: "Field Trippin'"                                          |
| 2020       | Fuller House                             | Uncle Monty                                                             | Episodul: "Family Business"                                         |